# Tiliacea citrago
Tiliacea citrago (tên tiếng Anh: Orange Sallow) là một loài bướm đêm thuộc họ Noctuidae. Nó được tìm thấy ở châu Âu. 

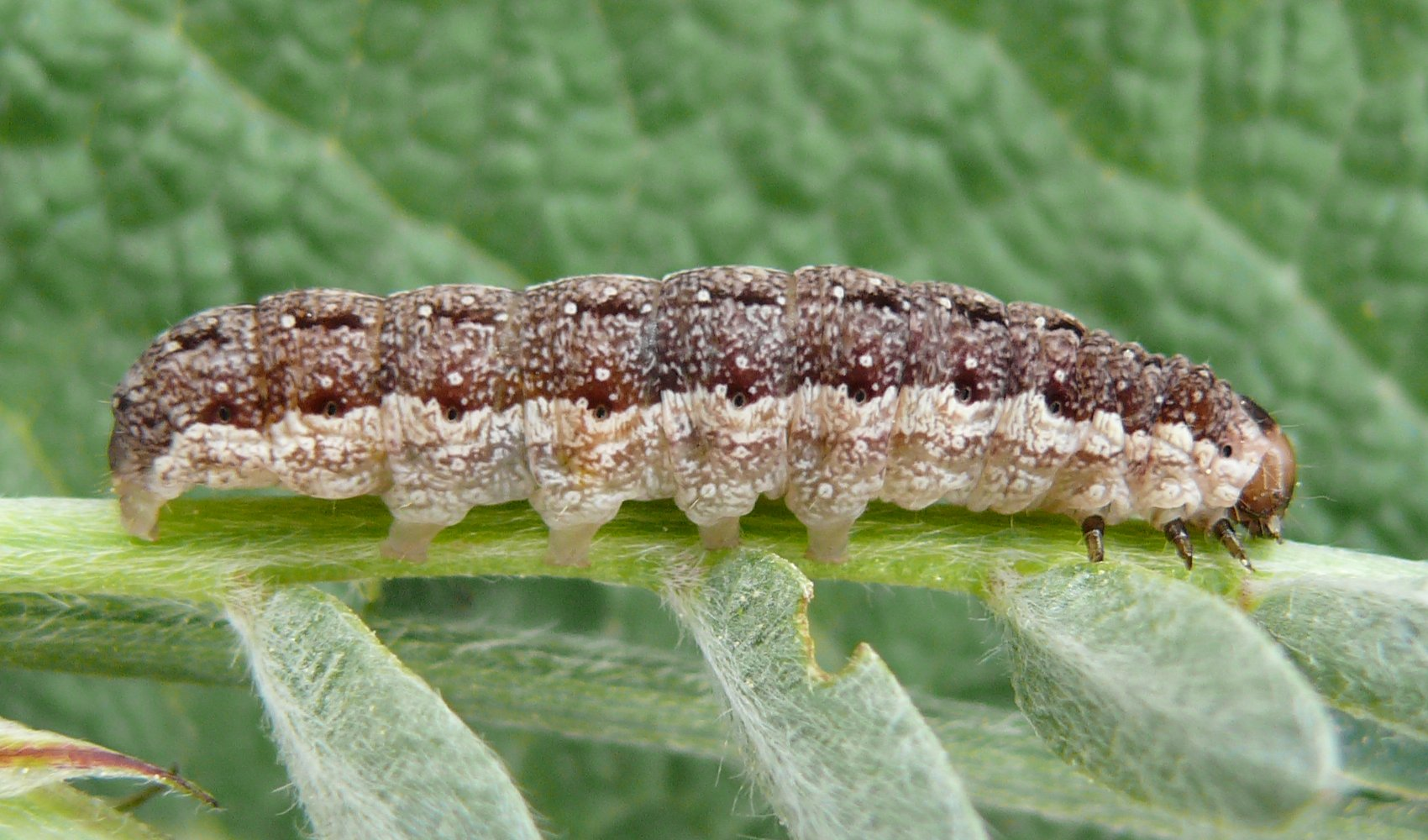
Sâu bướm

Sải cánh dài 28–33 mm. Con trưởng thành bay từ tháng 8 đến tháng 10 tùy theo địa điểm.
Ấu trùng ăn các loài the leaf-buds và later the leaves của Tilia, bao gồm Tilia cordata và Tilia platyphylla.

## Hình ảnh

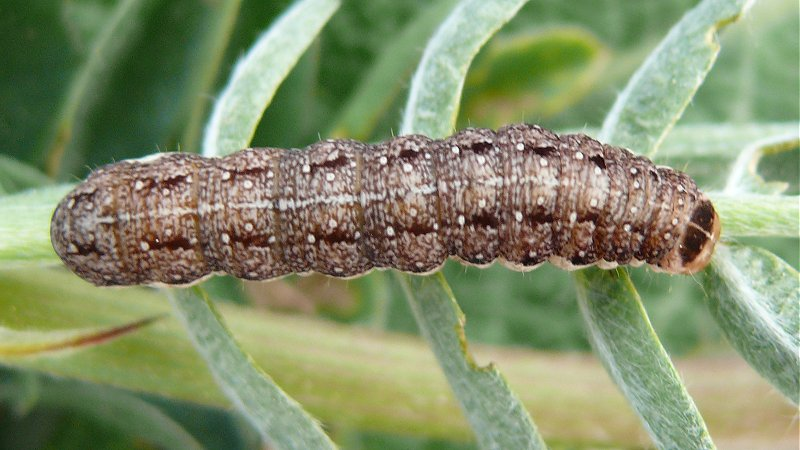
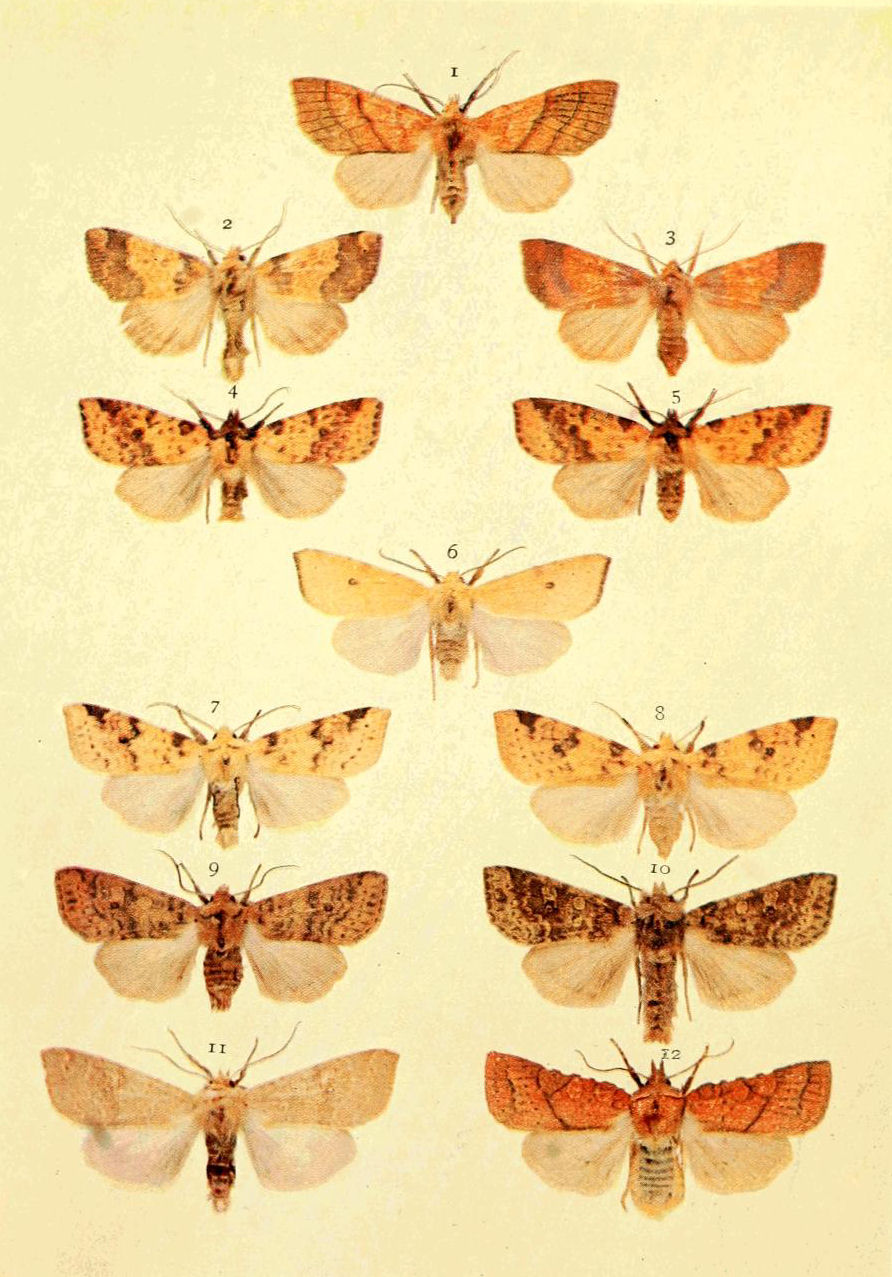